# Dolichocolon orientale
Dolichocolon orientale là một loài ruồi trong họ Tachinidae.